# Тьяпвуронг
Тьяпвуронг – одна з етнічних груп корінного населення Австралії, що населяла вулканічні території у сучасному штаті Вікторія від гори Вільяма до Австралійських Піренеїв вздовж річки Віммера на території сучасних міст Арарат, Стовел та Гамільтон. 